# Alchemilla circassica
Alchemilla circassica é uma espécie de rosácea do gênero Alchemilla, pertencente à família Rosaceae.